# USS LST-65
O USS LST-65 foi um navio de guerra norte-americano da classe LST que operou durante a Segunda Guerra Mundial.